# ويكيبيديا الهولندية
ويكيبيديا الهولندية (بالهولندية: Nederlandstalige Wikipedia) هي نسخة اللغة الهولندية من موسوعة ويكيبيديا، تاريخ إطلاقها كان في 19 يونيو 2001، أصبح لديها بتاريخ أبريل 2015 أكثر من 1,880,000 مقالة. ووصل عدد مقالاتها يوم 19 مايو 2025 إلى 2٬187٬408 مقالة و4٬705٬227 صفحة و69٬170٬761 تعديل و20 ملف و1٬405٬587 مستخدم مسجل و3٬630 مستخدم نشط و28 إداري.

## التاريخ

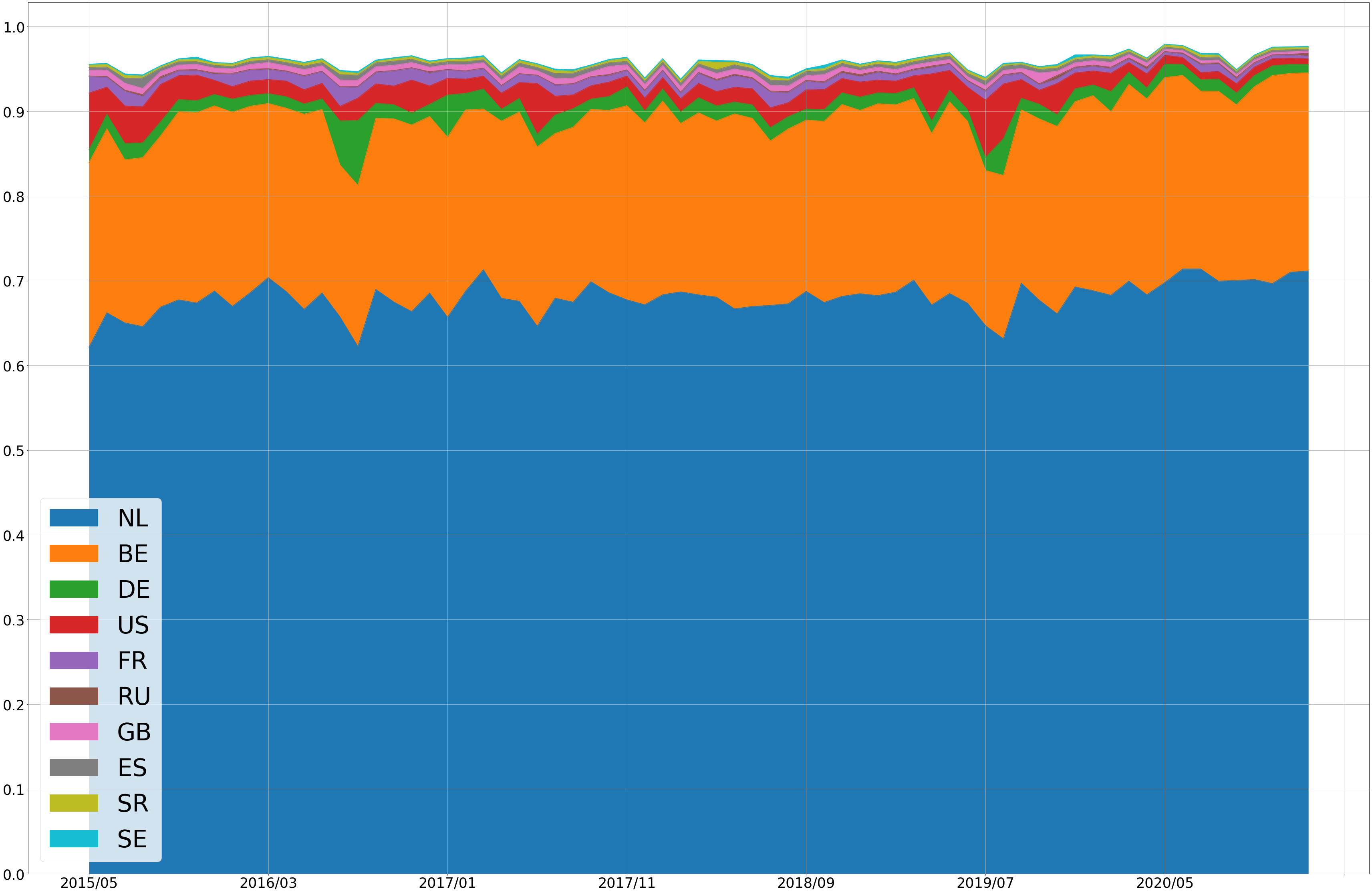
القراءة حسب البلد

أنشئت ويكيبيديا الهولندية في 19 يونيو 2001، ووصلت إلى 100,000 مقالة في 14 أكتوبر 2005. وتجاوزت لفترة وجيزة ويكيبيديا البولندية وأصبحت سادس أكبر طبعة من ويكيبيديا، لكنها تراجعت بعد ذلك إلى المركز الثامن. في 1 مارس 2006، تفوقت على ويكيبيديا السويدية والإيطالية في يوم واحد وعادت إلى المركز السادس. أنشئت المقاة ل رقم 500,000 في 30 نوفمبر 2008. في دراسة بحثية أجريت عام 2006 على موقع مولتيسكوب، صُنفت ويكيبيديا الهولندية كثالث أفضل موقع إلكتروني باللغة الهولندية، بعد جوجل وجيمل، بنتيجة 8.1.
في مارس 2006 ارتفع معدل إنشاء المقالات اليومية إلى متوسط 1000 يوميًا في أوائل مايو 2006. بعد الوصول إلى هذا العدد، انخفض معدل النمو إلى متوسط حوالي 250 فقط يوميًا، ثم ارتفعت إلى 2000 مقالة جديدة يوميًا في سبتمبر 2007، لكن معدل النمو عاد إلى 250.
في عام 2008، حاول رجل الأعمال الهولندي بوب سيثوف مقاضاة «ويكيميديا هولندا» لفرض إزالة مقالته من ويكيبيديا الهولندية، والتي ذكر أنها تحتوي على معلومات «خاطئة ومسيئة». في 10 ديسمبر 2008 رفضت المحكمة طلبه. حكم القاضي بأنه رفع دعوى قضائية ضد الكيان الخطأ وأن المسؤولية القانونية عن محتوى المقالات لن تقع على عاتق هولندا، بل على مؤسسة ويكيميديا الأمريكية.

### الروبوتات
أنشئت غالبية مقالات ويكيبيديا الهولندية (59٪) بواسطة البوتات. ففي أكتوبر 2011، أنشأت العديد من الروبوتات 80,000 مقالة (ما يعادل 10٪ من عدد مقالات الإصدار بأكمله) في 11 يومًا فقط.
ووصلت ويكيبيديا الهولندية إلى مليون مقالة في ديسمبر 2011، بعد موجة أخرى من نشاط الروبوت الذي شهد إضافة 100,000 مقالة في 10 أيام فقط. في أواخر مارس 2013، تجاوزت ويكيبيديا الهولندية ويكيبيديا الفرنسية لتصبح ثالث أكبر طبعة من ويكيبيديا. في يونيو 2013، تجاوزت ويكيبيديا الألمانية لتصبح ثاني أكبر طبعة ويكيبيديا.

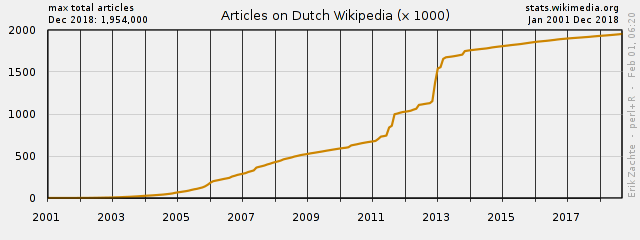
رسم بياني يوضح نمو مقالة ويكيبيديا الهولندية بين يونيو 2001 و2017.

## مسار التقدم
| التاريخ        | عدد المقالات | مقالات جديدة في اليوم (متوسط) |
| -------------- | ------------ | ----------------------------- |
| 19 يونيو 2001  | 1            | 1                             |
| 8 مارس 2003    | 10,000       | 13                            |
| 2 يوليو 2004   | 20,000       | 53                            |
| 27 يناير 2005  | 50,000       | 125                           |
| 14 أكتوبر 2005 | 100,000      | 270                           |
| 24 مايو 2006   | 200,000      | 625                           |
| 26 ديسمبر 2006 | 250,000      | 250                           |
| 28 مايو 2007   | 300,000      | 250                           |
| 17 يناير 2008  | 400,000      | 435                           |
| 30 نوفمبر 2008 | 500,000      | 344                           |
| 30 أبريل 2010  | 600,000      | 167                           |
| 19 يونيو 2011  | 700,000      | 625                           |
| 18 سبتمبر 2011 | 750,000      | 175                           |
| 22 أكتوبر 2011 | 800,000      | 10,000                        |
| 12 يوليو 2011  | 900,000      | 10,000                        |
| 17 ديسمبر 2011 | 1,000,000    | 10,000                        |
| 14 سبتمبر 2012 | 1,100,000    | 3,333                         |
| 3 سبتمبر 2013  | 1,200,000    | 10,000                        |
| 18 مارس 2013   | 1,250,000    | 3,333                         |
| 22 مارس 2013   | 1,300,000    | 10,000                        |
| 4 يناير 2013   | 1,400,000    | 10,000                        |
| 4 ديسمبر 2013  | 1,500,000    | 10,000                        |
| 14 يونيو 2013  | 1,600,000    | 10,000                        |
| 14 أكتوبر 2013 | 1,700,000    | 127                           |
| 8 مارس 2020    | 2,000,000    | 254                           |